# تومي دود
تومي دود (بالإنجليزية: Tommy Dowd) هو لاعب كرة قاعدة أمريكي، ولد في 20 أبريل 1869 في هوليوك في الولايات المتحدة، وتوفي بنفس المكان في 2 يوليو 1933 بسبب غرق.

## وصلات خارجية
- تومي دود على موقعبيزبول رفرنس.كوم (الدوري الرئيسي) (الإنجليزية)
- تومي دود على موقعبيزبول رفرنس.كوم (الدوري الثانوي) (الإنجليزية)